# Canco Rodríguez
Juan José Rodríguez Rodríguez , más conocido como Canco Rodríguez (Alfarnate, (Málaga) España, 8 de julio de 1977) es un actor español de cine, teatro, teatro musical y televisión.

## Biografía
Nació en Cártama, comenzó en la carrera de periodismo, que a la vez compaginaba con el Arte Dramático. En Badajoz trabajó durante tres años en una compañía de mimo clown haciendo espectáculos de teatro de calle. En el tercer curso de carrera lo deja todo y se va a Madrid para continuar sus estudios en la reconocida Escuela de Cristina Rota. Amante del estudio, actualmente, no deja de formarse, además de en la interpretación, en otras disciplinas como la música, la dirección o la dramaturgia. 
Canco ha trabajado en televisión, en teatro y en cine. Se incorporó a Aída desde su inicio y, temporada a temporada, fue ganando protagonismo hasta convertirse en uno de los personajes más populares de la serie. Asimismo, Canco ha protagonizado Cuerpo de Élite (2018), serie que rompió récords de visualizaciones en línea en su única temporada en Antena 3. Su participación en el popular programa Tu Cara Me Suena de Antena 3 (2017) siempre será recordada por la pasión y la versatilidad en todas y cada una de sus actuaciones, llegando a ser uno de los cinco finalistas del programa. 
En el cine ha protagonizado La fiesta, Me estoy quitando y en las dos entregas de Fuga de cerebros, entre otras películas.
Sobre los escenarios hemos podido verle en importantes producciones como Smoking Room (Dir. Roger Gual), La Comedia de las Mentiras (Dir. Pep Antón, Festival de Mérida), El Jurado (Dir. Andrés Lima), entre otras. Ha protagonizado los musicales Hoy No Me Puedo Levantar (Dir. David Ottone), The Hole 2 y The Hole Zero (Dir. Victor Conde). Actualmente se encuentra inmerso en la gira teatral de Conductas Alteradas dirigida por Natalia Mateo.
Anécdota: El 31 de diciembre de 2013 presentó las Campanadas de fin de año, junto sus compañeros de la serie Miren Ibarguren, Pepe Viyuela y Paco León.

## Filmografía

### Televisión

#### Series
| Año         | Serie                     | Canal       | Personaje                              | Notas         |
| ----------- | ------------------------- | ----------- | -------------------------------------- | ------------- |
| 2001        | ¡Ala... Dina!             | La 1        | Repartidor de pizza                    | 2 episodios   |
| 2003 - 2005 | Cuéntame cómo pasó        | La 1        | Conductor                              | 2 episodios   |
| 2004        | El inquilino              | Antena 3    |                                        | 1 episodio    |
| 2005        | Los Serrano               | Telecinco   | Hermano de Chucky                      | 1 episodio    |
| 2005 - 2014 | Aída                      | Telecinco   | Víctor Antolín Marín "Barajas"         | 114 episodios |
| 2007        | Hospital Central          | Telecinco   | Noli                                   | 1 episodio    |
| 2009        | Bicho malo (nunca muere)  | Neox        | Ginés                                  | 10 episodios  |
| 2010        | Impares                   | Antena 3    | Manu                                   | 1 episodio    |
| 2010        | Impares Premium           | Neox        | Manu                                   | 1 episodio    |
| 2018        | Cuerpo de élite           | Antena 3    | Rafa "Rafita" Carmona "Salvador Baeza" | 13 episodios  |
| 2021        | La reina del pueblo       | Flooxer     | Manuel                                 | 6 episodios   |
| 2024        | Serrines, madera de actor | Prime Video | Flexo                                  | 3 episodios   |

#### Programas
| Año         | Programa                         | Canal          | Notas                        |
| ----------- | -------------------------------- | -------------- | ---------------------------- |
| 2011        | Uno para ganar                   | Cuatro         | Invitado especial            |
| 2011        | El club de la comedia            | laSexta        | Monologuista                 |
| 2011 - 2012 | Otra movida                      | Neox           | Invitado                     |
| 2013 - 2014 | Campanadas de fin de año         | Telecinco      | Presentador                  |
| 2015        | Killer Karaoke                   | Cuatro         | Invitado                     |
| 2016 - 2017 | Tu cara me suena 5               | Antena 3       | Concursante - 5.º finalista  |
| 2017        | 1, 2, 3... hipnotízame           | Antena 3       | Participante                 |
| 2017        | Un, Dos, ¡Chef!                  | Disney Channel | Presentador                  |
| 2021        | El concurso del año              | Cuatro         | Invitado                     |
| 2022        | 25 palabras                      | Telecinco      | Invitado                     |
| 2024        | Pekín Express                    | HBO            | Concursante - 2.º finalista  |
| 2025        | Maestros de la costura Celebrity | La 1           | Concursante - 3.er expulsado |

### Largometrajes
| Año  | Título                               | Personaje                          | Dirección                          |
| ---- | ------------------------------------ | ---------------------------------- | ---------------------------------- |
| 2003 | La fiesta                            | Chemita                            | Manuel Sanabria, Carlos Villaverde |
| 2003 | The Mix                              |                                    | Pedro Lazaga                       |
| 2003 | Los anillos de Saturno               | Pepin                              | Manuel Sanabria                    |
| 2004 | El Lobo                              | Narciso                            | Miguel Courtois                    |
| 2004 | Isi/Disi: Amor a lo bestia           | Bombero                            | Chema de la Peña                   |
| 2005 | Sinfín                               | Chico Bardos                       | Manuel Sanabria, Carlos Villaverde |
| 2005 | Me estoy quitando                    | Curro                              | Juan Alberto de Burgos             |
| 2009 | Fuga de cerebros                     | Raimundo Vargas Montoya "El Cabra" | Fernando González Molina           |
| 2010 | Lope                                 | Sicario 3                          |                                    |
| 2011 | Fuga de cerebros 2: Ahora en Harvard | Raimundo Vargas Montoya "El Cabra" | Carlos Therón                      |
| 2011 | Carne cruda                          | Quico                              | Tirso Calero                       |
| 2018 | El año de la plaga                   | Casu                               | Carlos Martín Ferrera              |
| 2021 | Sevillanas de Brooklyn               | Agente Jesús                       | Vicente Villanueva                 |
| 2021 | Operación Camarón                    | Mula                               | Carlos Therón                      |
| 2025 | Aída y vuelta                        | Victor Antolín Marín "Barajas"     | Paco León                          |

### Cortometrajes
| Año  | Título                                           | Personaje             | Dirección                                |
| ---- | ------------------------------------------------ | --------------------- | ---------------------------------------- |
| 2000 | Trágame tierra!                                  |                       | Isra Calzado López                       |
| 2001 | El mediano, su mujer, el mago y el rey malandrín | Guardián del castillo | Luis Vázquez                             |
| 2003 | Sesión de Noche                                  |                       | Javier Hernán Cabo                       |
| 2005 | Bujías y Manías                                  | Manías                | Paco Caballero, J.J. Hernan, Hernán Cabo |
| 2012 | Ojos que no ven                                  | Raúl                  | Natalia Mateo                            |
| 2013 | El escondrijo                                    | Joven indigente       | Iván Fernández de Córdoba                |
| 2013 | Amateur                                          | Nuno                  | David Salvochea                          |
| 2015 | Cuentas y cuentos                                | Josep Carlos          | Sergio Prado                             |
| 2015 | Desmontando a Bruce                              | Editor                | Hernán Cabo                              |
| 2019 | La epidemia                                      | Rubén                 | Pablo Conde                              |

## Otros Proyectos

### Teatro
- Hoy no me puedo levantar como Panchi (2013-2014)
- Misión Florimón como Florimón (2014-Actualidad)
- THE HOLE 2 como Maestro de Ceremonias (2015-2016)
- Yo no soy gracioso como él mismo (2015)
- El Jurado como Número 3. (Actualidad)
- THE HOLE X como Maestro de Ceremonias (Actualidad)